# Tercius (Nový zákon)
Tercius byl podle Bible písař, který podle Pavlova diktátu psal list Římanům.

## Další výskyt
Zmínka o něm se objevuje v Listu Římanům 16:22, objevuje se dále v listu Galatským 6:11, Koloským 4:18, 2. Tesalonickým 3:17.